# Sextenské sluneční hodiny

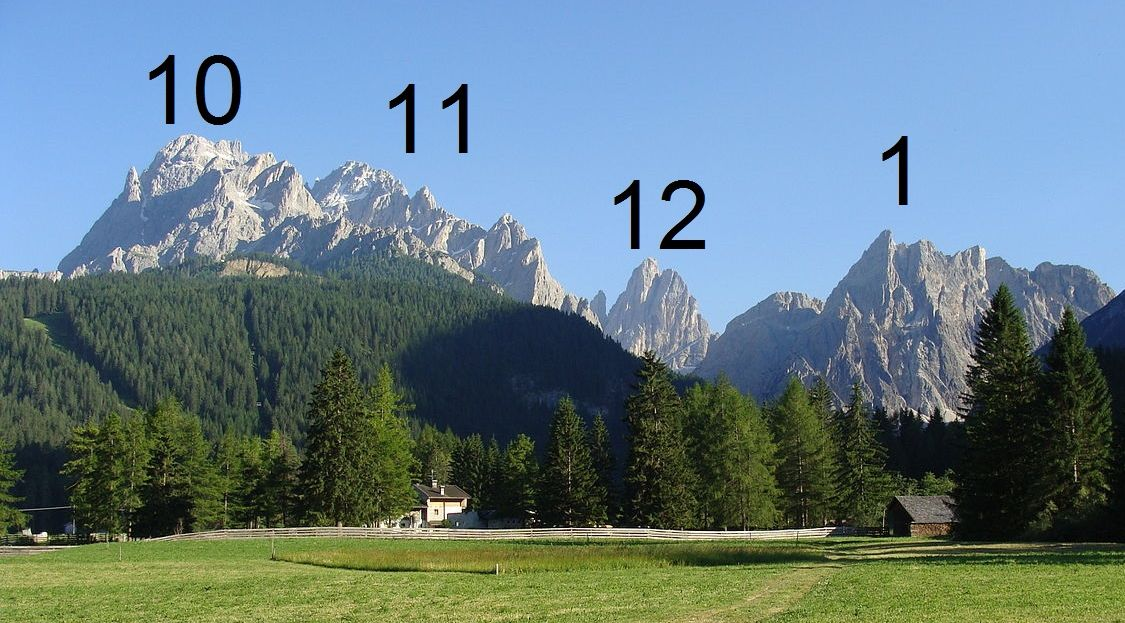
Sextenské sluneční hodiny - Vrcholy, které mohou sloužit jako měřítko slunečních hodin (nakreslené hodinové číslice)

Sextenské sluneční hodiny je název řady horských vrcholů v Sextenských Dolomitech, které mohou sloužit jako stupnice slunečních hodin na obzoru. Patří mezi ně pět následujících horských vrcholů
- Einserkofel (Cima Una, 2698 m),
- Zwölferkofel (Croda dei Toni, 3094 m),
- Elferkofel (Cima Undici, 3092 m),
- Zehner (Croda Rossa di Sesto, 2965 m)
- Neunerkofel (Pala di Popera, 2582 m).

Jako vrchol Osm (Achter) je občas označován Arzalpenkopf (Croda Sora i Colesei, 2371 m).
Sextenské sluneční hodiny jsou spolu se Drei Zinnen dominantou krajiny v okolí města Sexten. Celá oblast je součástí přírodního parku Drei Zinnen.

## Jak to funguje

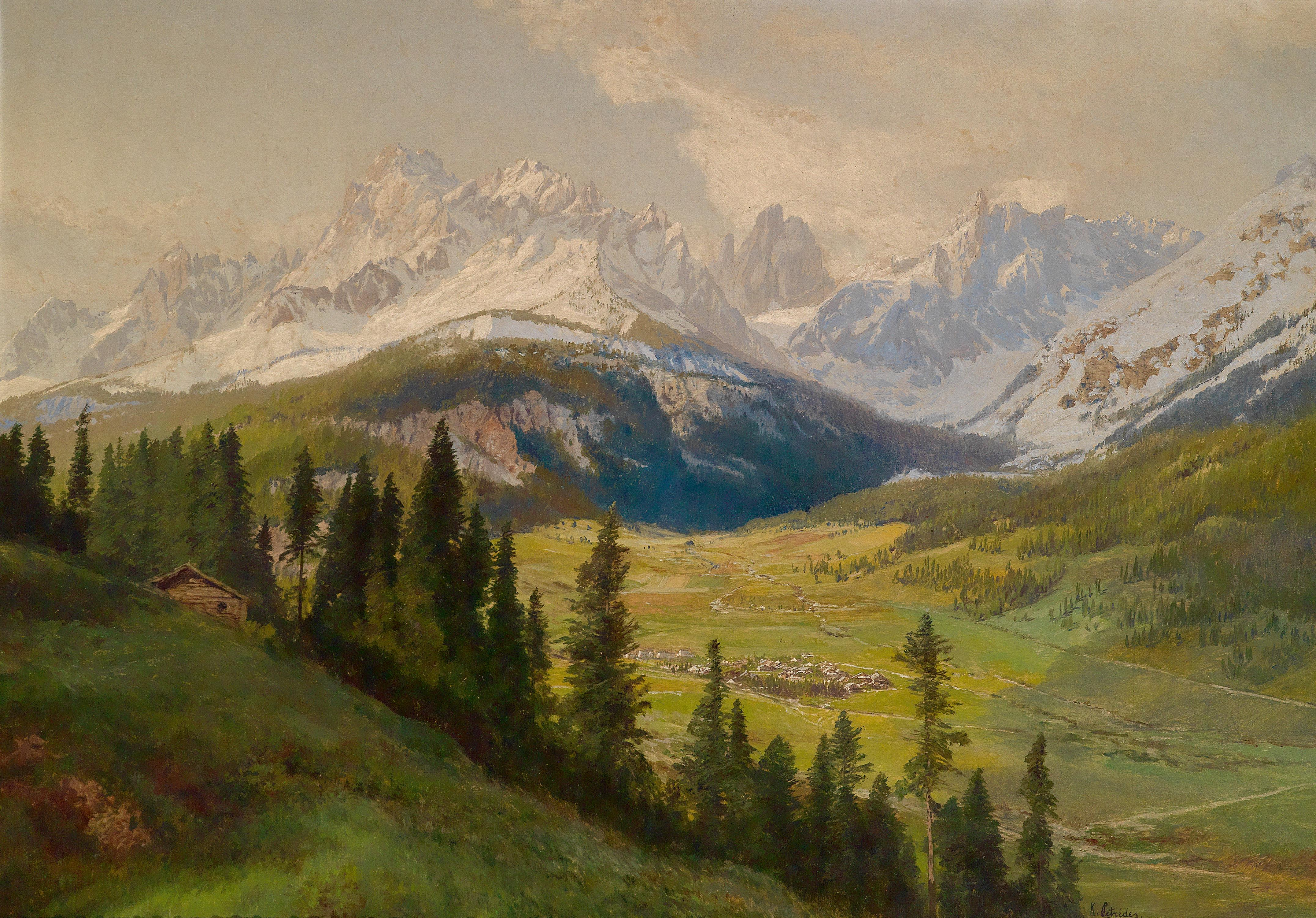
Pohled na Sesto s Moosem od severu: na obzoru vrcholky Sextenských slunečních hodin (spolu s Arzalpenkopfem vlevo).
(obraz Konrada Petridese)

Tyto horské vrcholy plní funkci slunečních hodin pouze pro místo v určité vzdálenosti na sever od nich, například pro centrum obce Sexten, které leží v centrálním údolí. Ze čtvrti Moos (46° 41′ s. š., 12° 22′ v. d.) u vstupu do údolí Fischleintal lze nejlépe pozorovat, že Slunce dosahuje svého nejvyššího bodu v poledne přesně na jihu nad Zwölferem (46° 37′ s. š., 12° 22′ v. d.).
Slunce, posunuté vždy o jednu hodinu, se svým denním obloukem, jehož výška se mění v závislosti na ročním období, se nachází přibližně nad sousedními vrcholy jmenovaných hor. V dřívějších dobách tato shoda dávala obyvatelům města Sexten poměrně spolehlivý údaj o denní době a nahrazovala sluneční hodiny

## Galerie

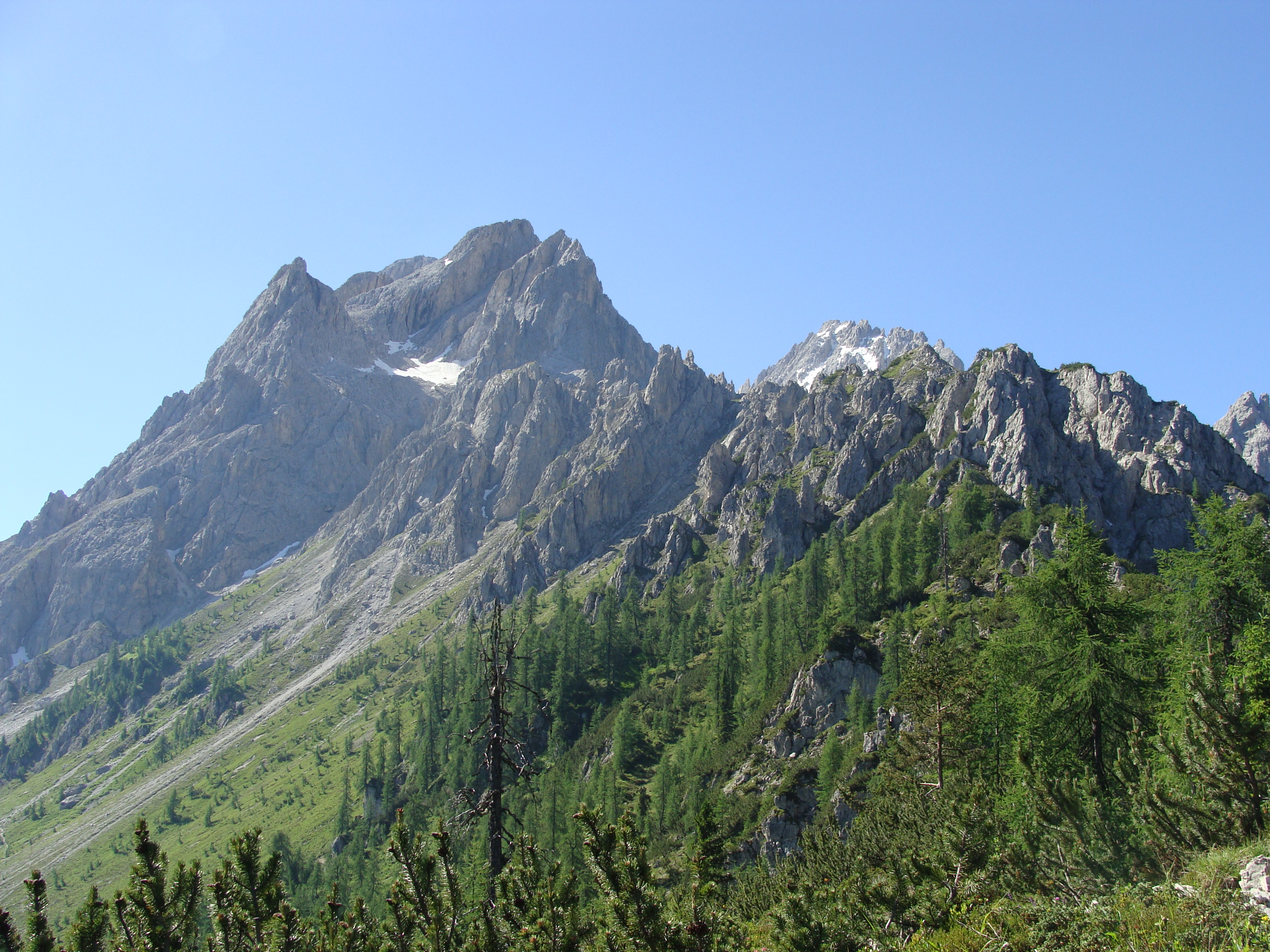
Zehner (Sextner Rotwand)
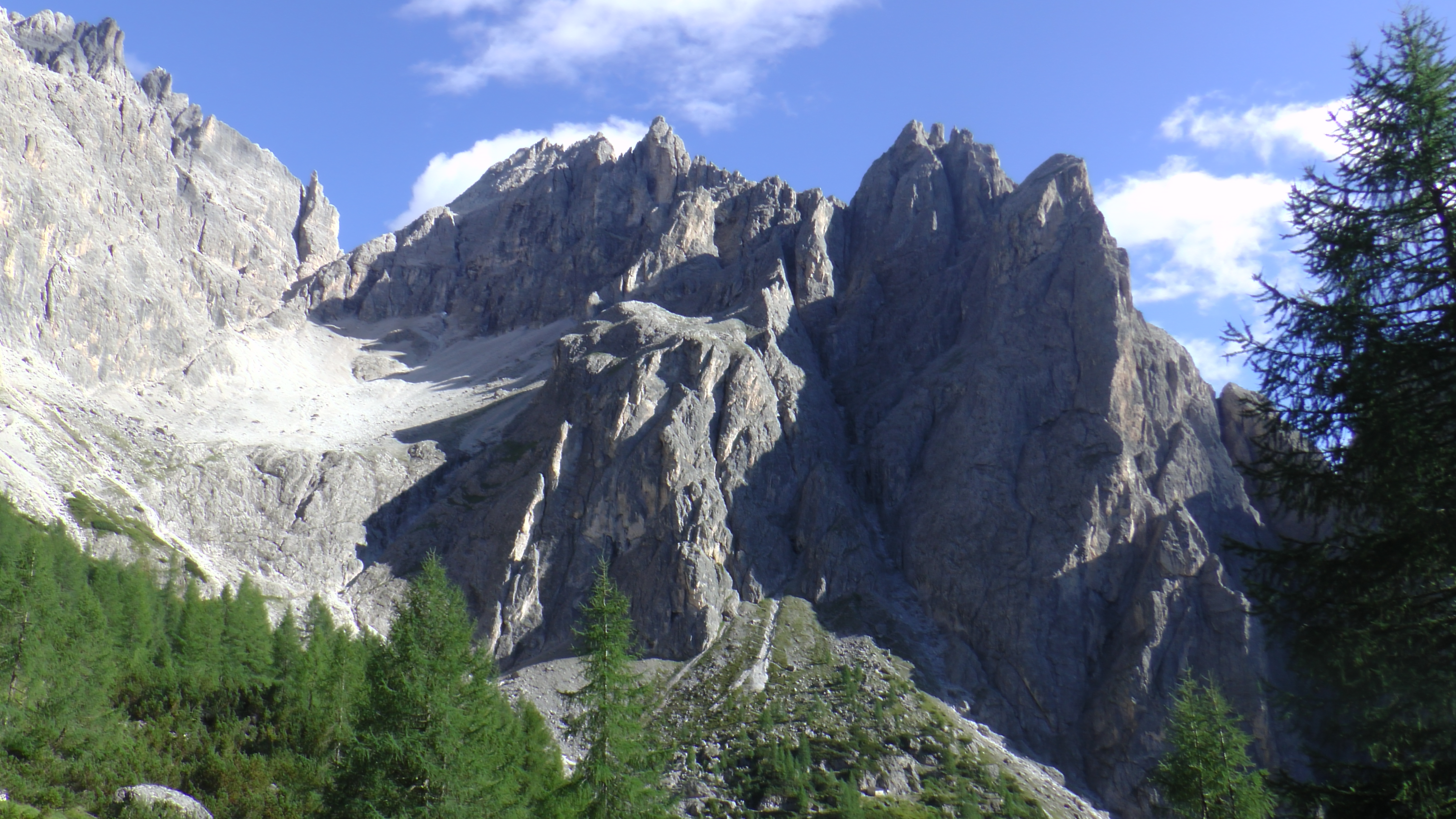
Elferkofel
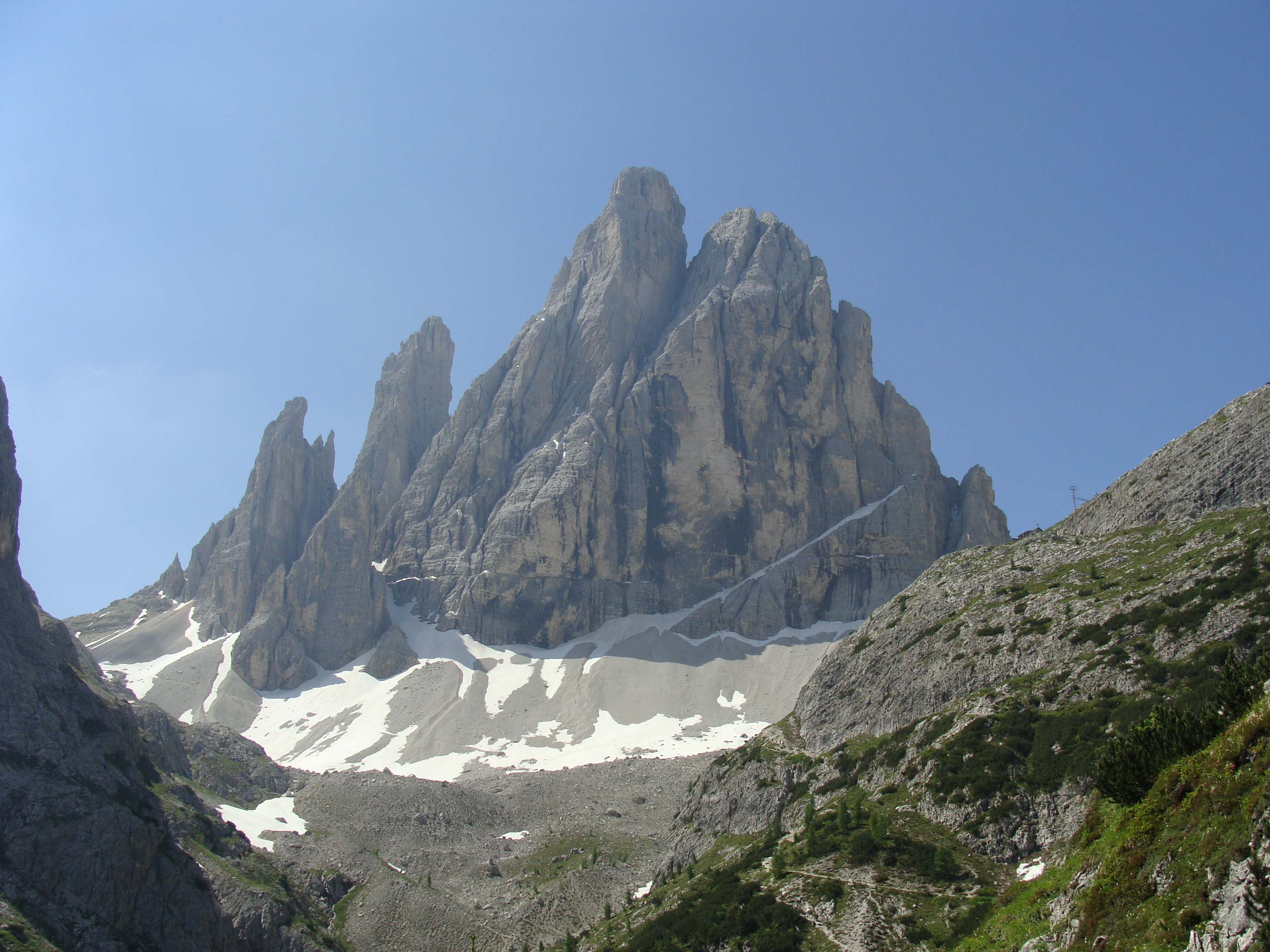
Zwölferkofel
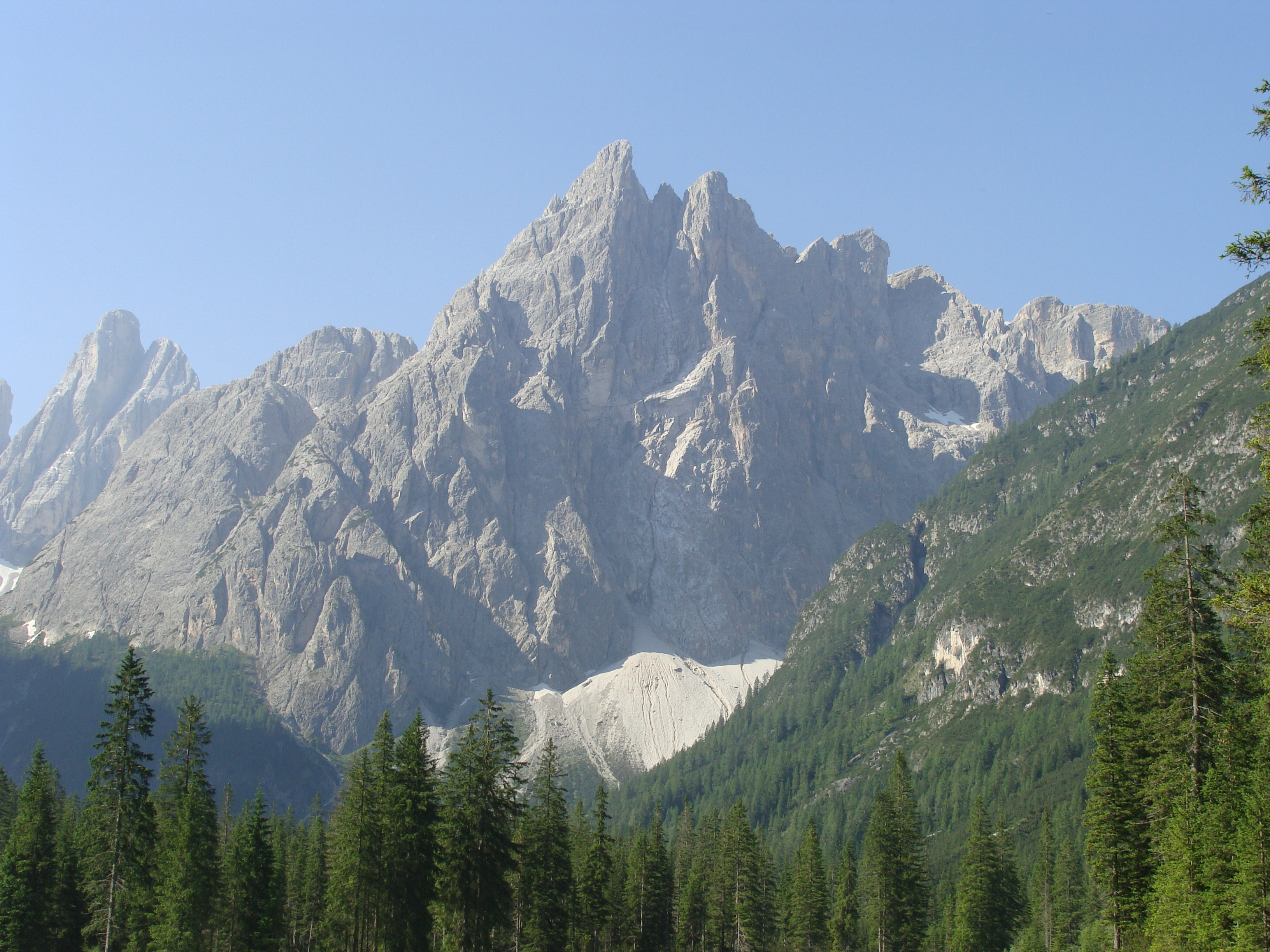
Einserkofel